# 駒井蓮
駒井 蓮（こまい れん、2000年12月2日 - ）は、日本の女優。青森県平川市出身。

## 略歴・人物
弘前大学教育学部附属中学校1年次の春休みに家族旅行で東京を訪れた際、原宿の竹下通りで芸能事務所ボックスコーポレーションにスカウトされたことをきっかけに活動を開始する。
2019年4月、一般入試ではなく自己推薦型入試を利用する形で慶應義塾大学文学部に進学。大学では英米文学を専攻している。
2021年、『いとみち』で映画単独初主演。
2025年3月31日をもってボックスコーポレーションを退所。

## 人物
- 高校の成績は常に学年で上位をキープしていた[7][11]。
- 趣味は、絵を描くこと、ピアノ、読書、映画鑑賞[2]。
- 特技は、歌、ダブルダッチ、習字。『先に生まれただけの僕』の第5回では、ドラマ中で書道パフォーマンスを実演して見せた[12]。
- 昔から慶應義塾大学か早稲田大学に行きたいという漠然としたイメージがあったことや、親が慶應に行きたがっていたことから興味が湧き、慶應義塾大学に自己推薦型入試を利用する形で進学した[6]。
- 好きになる男性のタイプには相手に気遣いができて、何かに一生懸命に取り組んでいる人や話していて楽しい人を挙げている[13]。
- 好きな言葉は「死ぬ気でやれ、死なないから」[13]。
- 4姉妹の三女で双子の妹がいる[14][15]。「蓮」の名前は蓮（ハス）のように「見えないところで根っこと根っこ、人と人とをつなぐ存在であってほしい」という両親の願いが込められている[16]。

## 出演

### 映画
- セーラー服と機関銃-卒業-（2016年3月5日、KADOKAWA） - 長妻 役
- 心に吹く風（2017年6月17日、松竹ブロードキャスティング / アーク・フィルムズ） - 高校時代の春香 役[注 1][17]
- CINEMA FIGHTERS 「キモチラボの解放」（2018年1月26日、LDH PICTURES） - ヒロイン・リン 役[18]
- 名前（2018年6月30日、アルゴ・ピクチャーズ） - 主演・葉山笑子 役[注 2][19][20]
- 町田くんの世界（2019年6月7日、ワーナー・ブラザース映画） - 町田ニコ 役
- 朝が来る（2020年10月23日、キノフィルムズ / 木下グループ） - 片倉美咲 役[21]
- いとみち（2021年6月25日、アークエンタテインメント） - 主演・相馬いと 役[9][22]
- 科捜研の女 -劇場版-（2021年9月3日、東映）- 森奈々枝 役
- われ弱ければ 矢嶋楫子伝（2022年2月11日、現代ぷろだくしょん） - 矢嶋楫子の娘・妙子 役
- ぬいぐるみとしゃべる人はやさしい（2023年4月14日、イハフィルムズ） - ヒロイン・麦戸美海子 役[23]
- バジーノイズ（2024年5月3日、ギャガ） - 若手アーティスト 役[24]

### テレビドラマ
- キャリア〜掟破りの警察署長〜（2016年10月9日 - 12月11日、フジテレビ） - 南めぐみ 役
- 先に生まれただけの僕 第1話 - 第7話・最終話（2017年10月14日 - 11月25日・12月16日、 日本テレビ） - 谷口萌 役[25]
- 荒神（2018年2月17日、NHK BSプレミアム） - 朱音（16歳） 役
- Jr.選抜！標への道  熱血恋愛道2018”いて座のA型（2018年7月2日、日本テレビ） - ヒロイン・愛子 役
- GIVER 復讐の贈与者 第2話（2018年7月21日、テレビ東京） - 青山佑香 役
- 刑事7人 第4シリーズ 第7話（2018年8月22日、テレビ朝日） - 皆本あずみ 役
- 腐女子、うっかりゲイに告る。 第2話（2019年4月27日、NHK総合） - 彩夏 役
- 恋の病と野郎組 第8話（2019年9月7日、BS日テレ） - ヒロイン・宮本サキ 役
- ドラマ甲子園『受験ゾンビ』（2019年10月20日、フジテレビTWO） - 小林優香 役[26]
- 知らなくていいコト 第4話（2020年1月29日、日本テレビ） - 川村吏子 役
- コールドケース3 〜真実の扉〜 第6話（2021年1月16日、WOWOW） - 岡田理香（青年時代） 役
- ウソかホントかわからない やりすぎ都市伝説 ザ・ドラマ「きさらぎ駅」（2021年4月21日、テレビ東京） - 主演・葵 役[27]
- 珈琲いかがでしょう 第5話（2021年5月3日、テレビ東京） - ひとみ（大人） 役
- お耳に合いましたら。 第1話・第6話・第8話・第10話（2021年7月9日 - 10月1日、テレビ東京） - 第25代らっきょう子ちゃん 大泉凜子 役
- 大河ドラマ 青天を衝け 第35回・第36回・第38回・第40回（2021年11月14日 - 12月19日、NHK） - 井上末子 役[28]
- 恋の病と野郎組 Season2 第1話・第8話（2022年1月24日・3月14日、日本テレビ） - ヒロイン 宮本サキ 役
- しろめし修行僧 第9話（2022年6月4日、テレビ東京） - 初音 役[29]
- 連続テレビ小説 ちむどんどん 第67回 - 第69回（2022年7月12日 - 14日、NHK） - 水国和歌子 役
- フューチャー!フューチャー!（2022年7月19日 - 8月9日、RCC中国放送） - 月野マコト 役
- 魔法のリノベ 第9話（2022年9月12日、フジテレビ） - 真野帝愛羅（まの てぃあら） 役
- 束の間の一花（2022年10月18日 - 12月20日、日本テレビ） - 土橋じゅん 役[30]
- スタンドUPスタート 第2話（2023年1月25日、フジテレビ） - 小岩井明 役
- シッコウ!!〜犬と私と執行官〜（2023年7月4日 - 9月12日、テレビ朝日） - 三戸夏奈 役[31]
- 落日（2023年9月10日 - 10月1日、WOWOW） - 甲斐千穂 役[32]
- たそがれ優作（2023年10月7日 - 11月25日、BSテレビ東京・BSテレビ東京4K） - 月川サキ 役[33]
- 先生さようなら（2024年1月23日 - 3月26日、日本テレビ） - 小林真奈 役[34]
- Sugar Sugar Honey（2024年2月5日 - 3月25日、TOKYO MX） - 志方真希 役[35]
- 伝説の頭 翔 第6話（2024年8月23日、テレビ朝日） - 工藤瑞穂 役[36]
- 新宿野戦病院 第9話（2024年8月28日、フジテレビ） - 片山涼香 役[37]

### テレビその他
- テストの花道 ニューベンゼミ（2017年4月 - 2018年3月、NHK Eテレ）
- NHK高校講座 国語表現（2018年4月 - 、NHK Eテレ）
- 痛快TV スカッとジャパン（フジテレビ）
  - 胸キュンスカッと ボールも気持ちもキャッチして…（2016年11月28日）
  - 胸キュンスカッと 恋するプールサイド（2017年8月7日） - 田中愛 役
  - ウラオモテが激しい保育士（2018年1月22日） - 柴田華 役
  - 胸キュンスカッと 恋と青春の全力レシーブ（2018年6月11日） - 吉田ゆい 役
  - 《神店員スカッと②》「目当てのTシャツが売り切れで…」（2018年11月19日）
  - ファミリースカッと おじいちゃんのお小遣い（2019年8月12日）
  - ①《スカッとばあちゃん》「新人イビリでストレス発散する女をとんちで成敗！」（2019年9月30日）
  - 《家族のトラブルを解決スカッと》「SNSでグチる厄介パパが大反省」（2020年3月16日） - 角田美波 役
  - 「帝国ホテル ウソみたいなホントの話」（2021年9月13日）
  - 《ウソみたいなホントの話》「大好きな祖父と過ごした奇跡の2時間」（2022年1月17日） - 井口百合 役
  - 《宮根誠司vsスカッとじいちゃん》「店員を教育する迷惑客」（2022年2月28日）-店員役
  - 「本当にあった職場ミステリー」（2023年2月20日）-橋口麗子 役
- 沖縄 島唄を見つめて 〜2022年春〜（2022年5月8日、NHK総合）
- あの界隈を恋愛ドラマにしたら・・・不覚にもキュンときた（中京テレビ）
  - 個性強すぎ芸術家の恋（2022年10月29日） - 芸術家sanami 役
- くりぃむクイズ ミラクル9（2023年1月18日、テレビ朝日） - 有田チームの一員として出演
- 大好き♡東北 定禅寺しゃべり亭（2024年7月13日、NHK東北地方6県）

### 舞台
- 奇子（2019年7月19日 - 27日、紀伊國屋ホール、原作：手塚治虫、脚本・演出：中屋敷法仁） - ヒロイン・奇子 役
- KOKAMI@network 「地球防衛軍 苦情処理係」（2019年11月2日 - 24日、紀伊國屋サザンシアター TAKASHIMAYA・11月29日 - 12月1日、サンケイホールブリーゼ、作・演出：鴻上尚史） - 松永日菜子 役
- 銀河鉄道の父（2023年9月9日 - 16日、自由劇場、原作：門井慶喜、脚本：詩森ろば、演出：青木豪） - 宮沢トシ 役[38]
- 応答せよ、魂深く（2023年11月17日 - 26日、吉祥寺シアター、作：倉本朋幸・小路紘史、演出：倉本朋幸） - 花巻 役[39]
- 反乱のボヤージュ（2025年5月6日 - 16日、新橋演舞場 / 6月1日 - 8日、大阪松竹座、作・演出：鴻上尚史） - 本多真純 役[40]

### CM
- 大塚製薬 ポカリスエット ルナ・プロジェクト 「女子マネージャー篇」（2014年8月 - ）
- サンケイビル 「ルフォン」（2014年10月 - ）
- 長府製作所
  - 「超うふふ」篇（2016年4月 - ）
  - 「快適ということ」篇（2018年4月 - ）
  - 「ただいま」篇（2020年5月 - ）
- 防衛省 「それぞれの選択 - 私 -」篇（2016年8月 - ）[41]
- 早稲田アカデミー 「走れメロス」篇 （2015年6月22日 - ） - れん 役
- JR西日本 平成28年度「マナーって思いやり。」シリーズ（2016年）
- パナソニック キャンペーン「Every Day is a Sunny Day」（2017年 - ）[42]
- ELM（2018年2月28日 - ）
  - 「ELMは今日も進化中！～冬～」篇（2023年11月7日 - ）
- マネードクター
  - 「扉」篇（2019年10月14日 - ）
  - 「老後資金」篇、「教育資金」篇（2020年1月11日 - ）
- いのりの老舗 はせがわ「ずっと、大好きです」篇（2020年4月2日 - ）
- 青森県 選管選挙管理委員会　第49回衆議院議員総選挙（2021年10月）

### 劇場アニメ
- 音楽（2020年1月11日、ロックンロール・マウンテン） - ヒロイン・亜矢 役[43]

### 配信ドラマ
- ヨコハマタイヤ オリジナルショートムービー 雨の出会い坂 第2話「約束」（2017年3月10日 - 、ヨコハマタイヤ）
- ネスレシアター 「わかれうた」（2017年6月7日 - ） - 倉田亜希（高校生） 役[44]
- 宇宙を駆けるよだか（2018年8月1日、Netflix） - 宇野 役
- TOKYO COIN LAUNDRY（2019年1月11日 - 2月8日、GYAO!） - 岩崎修子 役
- 騎士竜戦隊リュウソウジャー THE LEGACY OF The Master's Soul（2021年10月17日、東映特撮ファンクラブ） - ハナ 役[45]
- 孤独のグルメ配信オリジナル2 五郎、芸人まみれ（2023年3月27日、Paravi / Lemino） - あや 役[46]
- 五反田ほいっぷ学園（2024年2月9日、ショートドラマアプリ「BUMP」）- 主演 ひばり 役

### ラジオドラマ
- 青春アドベンチャー （NHK-FM）
  - 『あずかりやさん』（2019年11月11日 - 15日）[47]
- FMシアター （NHK-FM）
  - 『ねぷたの来ない夏に』（2021年2月20日）[48]

### ラジオ番組
- 駒井蓮のニポミン!（2022年 - 2024年、NHK-FM）

### 広告
- パナソニックオーディオ イメージキャラクター（2015年 - ）[49]

### MV
- きのこ帝国 「桜が咲く前に」（2015年4月29日）[2]

- back number  ｢黄色｣  (2021年9月27日) [2]
- 佐久間宣行のライド・オン・ミュージック ハモネプ名曲届ける全国大会直前SP (2022年3月15日、フジテレビ) 番組内MV
  - DREAMS COME TRUE「何度でも」covered by ザ・コンティニューズ
- 曽我部恵一 「まぶしい世界」 (2022年10月13日)

## 書籍

### 雑誌
- BOMB（2014年11月号、学研）
- BOMB（2015年2月号、学研）
- nicola（2015年1月号 - 2017年5月号、新潮社）専属モデル

## 受賞歴
2021年
- 第34回日刊スポーツ映画大賞・石原裕次郎賞 新人賞（『いとみち』『科捜研の女 -劇場版-』）[50]
- 第35回 高崎映画祭 最優秀新進俳優賞（『いとみち』）[51]